# 法律大學
法律大學（University of Law），原稱法律學院（College of Law），是英國的一所營利性私立大學，在英國很多城市有校區，主要教授法律類課程。該大學成立於1962年，現在是英國最大的法學院。它在2006年獲得學位授予權，2012年成為英國第一所獲大學地位的營利學校。

## 外部連接
- 官方网站